# Розгон, Виталий Викторович
Виталий Викторович Розгон (укр. Віталій Вікторович Розгон; род. 23 марта 1980, Хмельницкий) — украинский футболист, защитник, ныне тренер.

## Биография

### Клубная карьера
Первый тренер — Виталий Кварцяный.
Начал свою профессиональную карьеру в украинском клубе «Подолье». Позже выступал за латвийские команды «Даугава» и «Сконто». В сезоне 1999/00 играл за «Крылья Советов» из Самары, однако лишь раз вышел на замену.
После этого игрок вернулся на Украину, где выступал за тернопольскую «Ниву», луцкую «Волынь», киевский «Арсенал» и симферопольскую «Таврию». В 2008 году выступал на правах аренды в команде «Машук-КМВ» из Пятигорска. Команда боролась за выживание, имела короткую скамью запасных, и 6 ноября 2008 года из-за дисквалификации единственного вратаря, Розгон был вынужден выполнять роль голкипера в течение всего матча против новороссийского «Черноморца», в котором пропустил три гола. С 2009 года выступает за клуб «Львов». В 2010 года перешёл в клуб «Волынь» из Луцка.

### Карьера в сборной
Привлекался в состав юношеской и юниорской сборных Украины, провёл 10 матчей.

### Карьера тренера
Летом 2015 стал главным тренером клуба «Арсенал-Киевщина». В конце декабря того же года вошёл в тренерский штаб Сергея Литовченко в киевском «Арсенале». В 2017 году стал помощником главного тренера кропивницкой «Звезды» Романа Монарёва. После отставки Монарёва в июне 2018 года, Розгон покинул клуб вслед за ним.